# Vespa-mamute
A vespa mamute (Megascolia maculata flavifrons) é uma vespa de grandes proporções (a maior da Europa), cuja fêmea atinge comprimentos de 6 cm, enquanto o macho é menor. 
Tem o corpo preto brilhante, coberto por uma camada de pêlos. A sua cabeça é amarela no topo e tem 4 zonas amarelas sem pêlos no abdómen.
É inofensiva, não é nada agressiva, apenas picando para se defender no caso de serem molestadas. E a picadela não é perigosa, a não ser que sejam alérgicos. 
Esta espécie pode ser vista de Maio a Setembro.

## Dieta
Esta espécie alimenta-se de néctar e pólen das flores.

## Dimorfismo sexual
A fêmea é maior do que o macho. A cabeça da fêmea é amarela ou alaranjada, enquanto que a do macho é negra ou de cor escura.

## Comportamento parasita
As vespas mamute são parasitas da larva do Carocho rinoceronte europeu, uma vez que a fêmea da vespa mamute ferra a larva para paralisá-la, depositando depois, por meio de um ovopositor um ovo na superficie superior da pele da larva. Depois de sair do ovo, a larva da vespa mamute alimenta-se do seu portador até ser capaz de construir um casulo e desenvolver-se em uma vespa adulta. Vai manter-se no casulo durante o Inverno para emergir na Primavera.

## Galeria de imagens

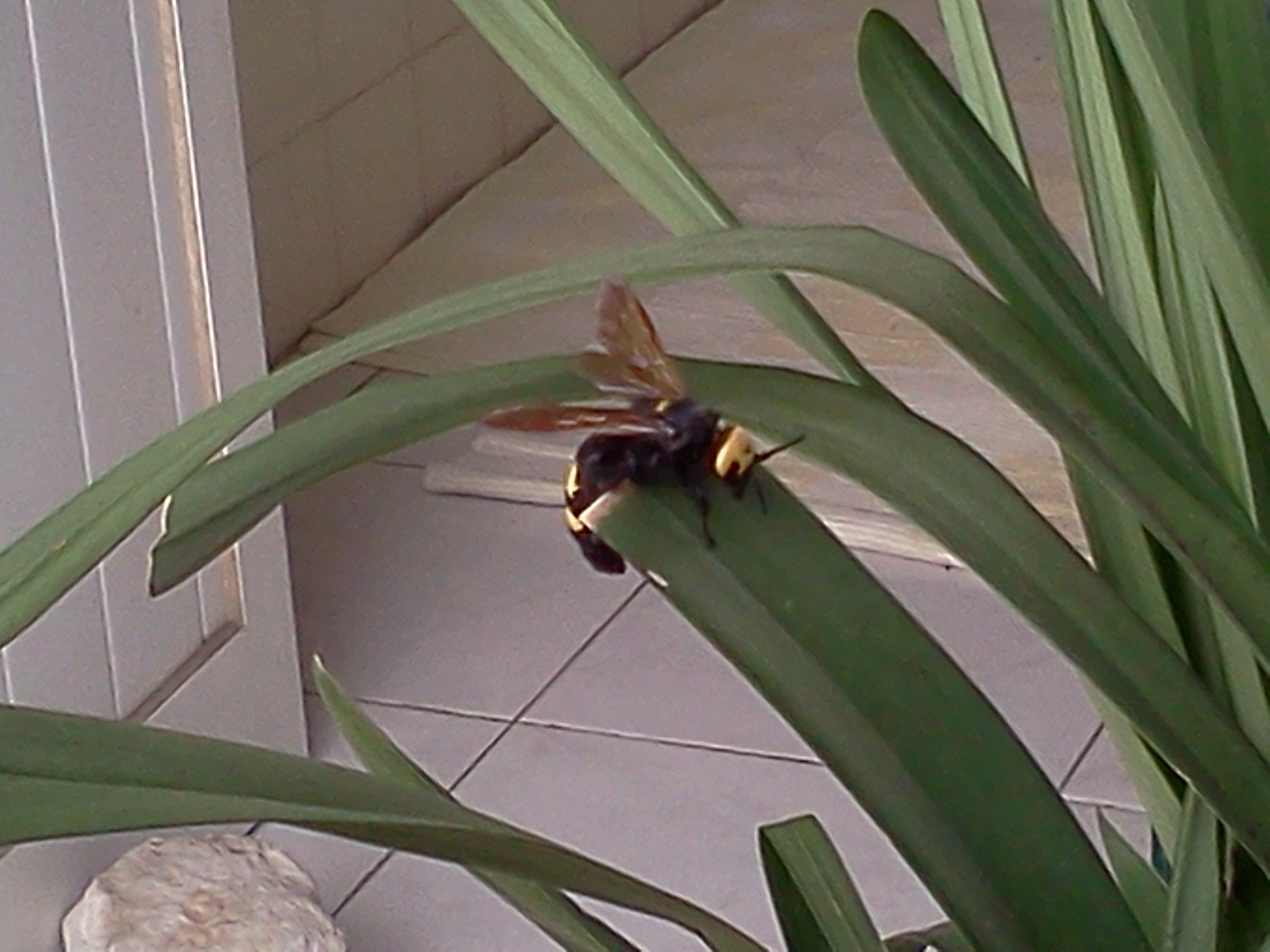
Lado direito
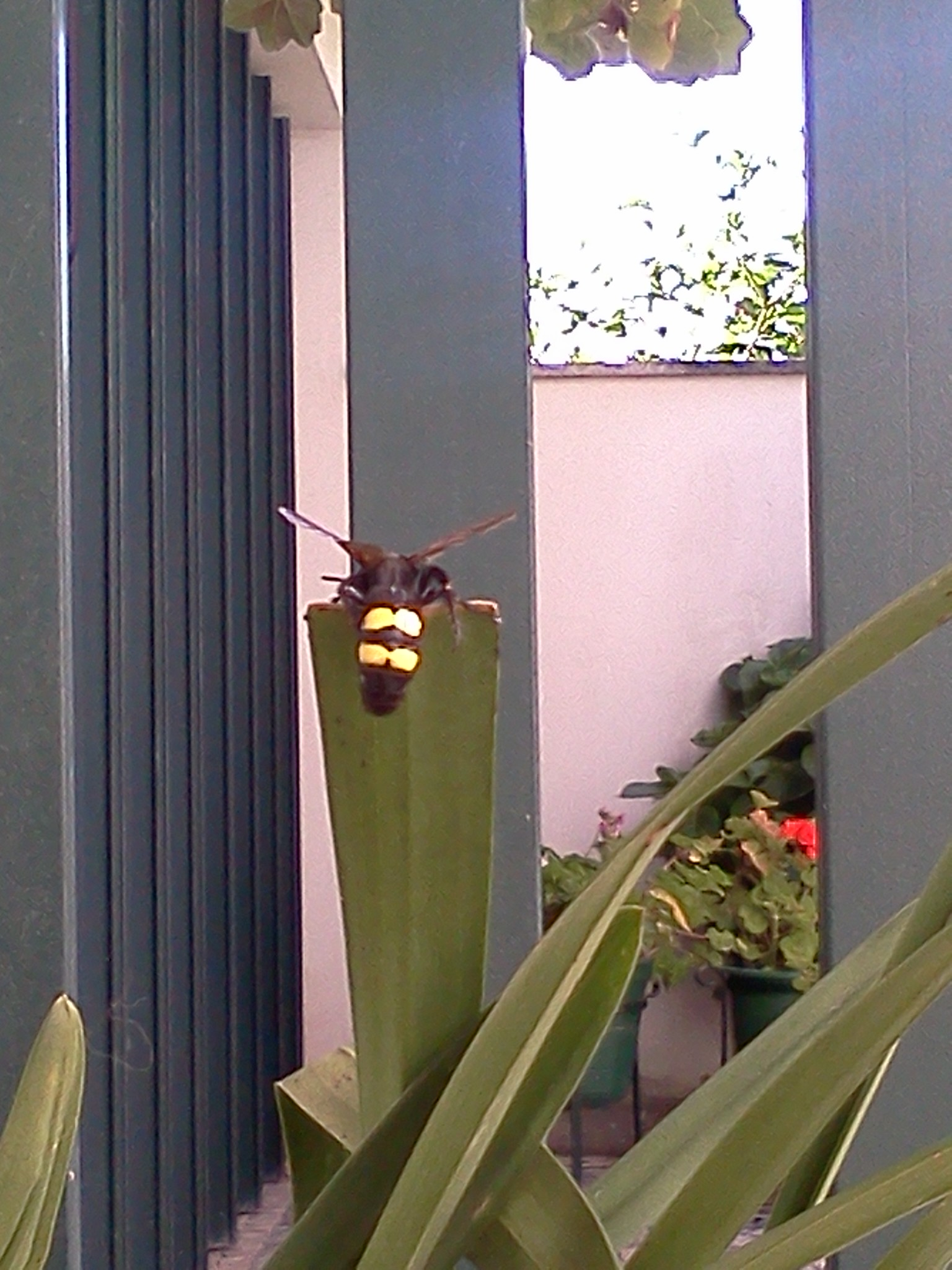
Marcas de aviso
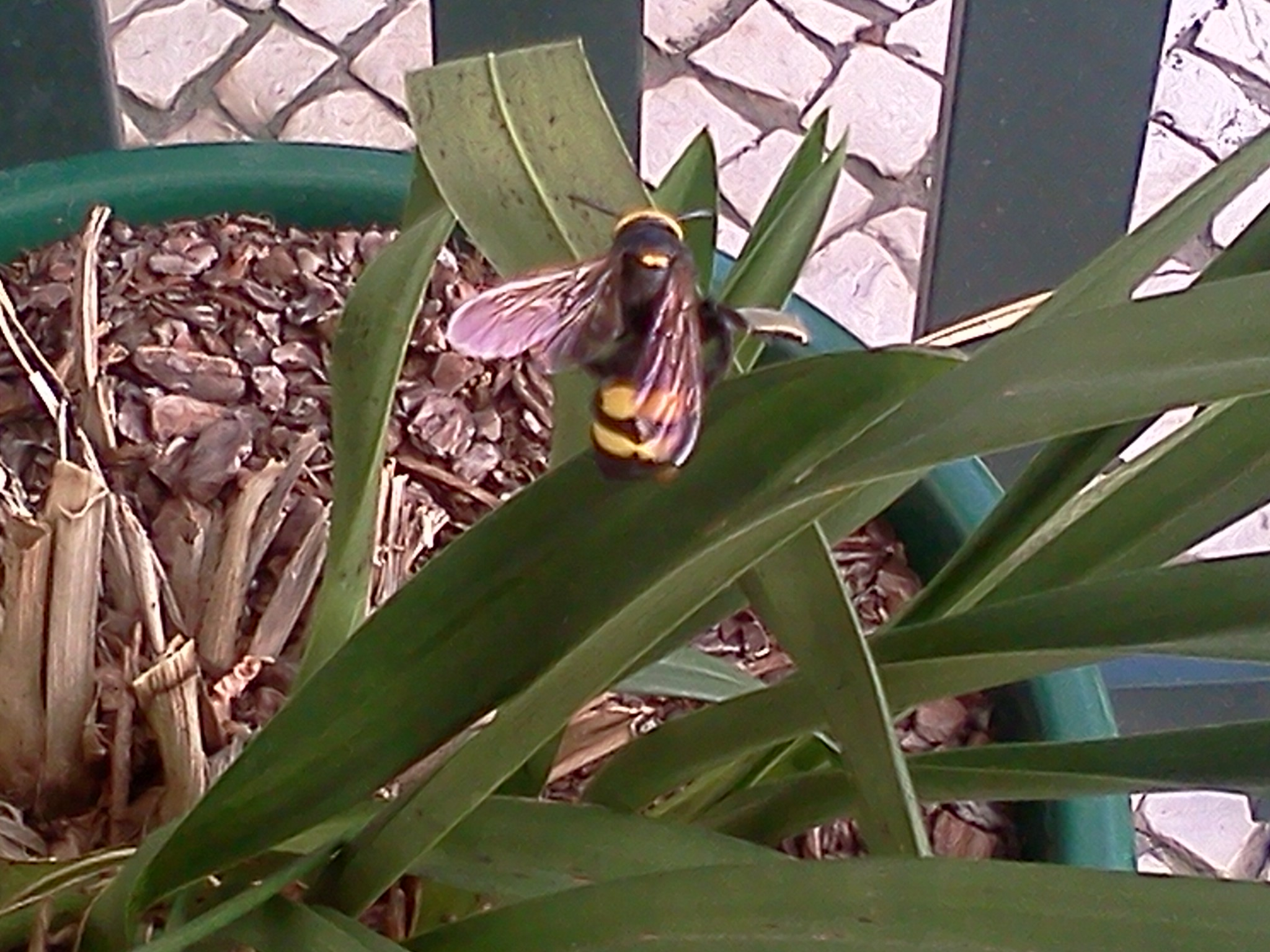
De cima
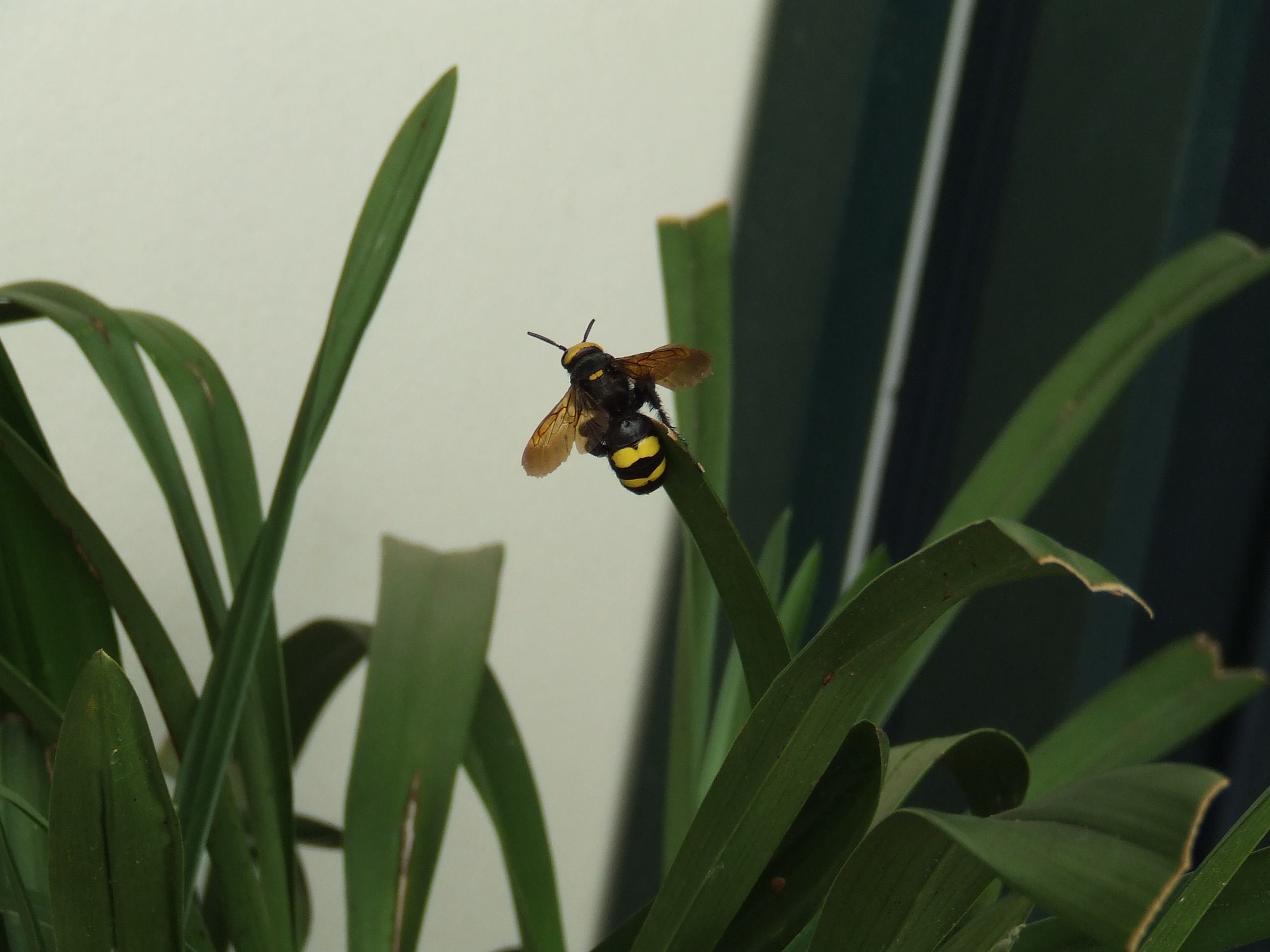
Vespa mamute
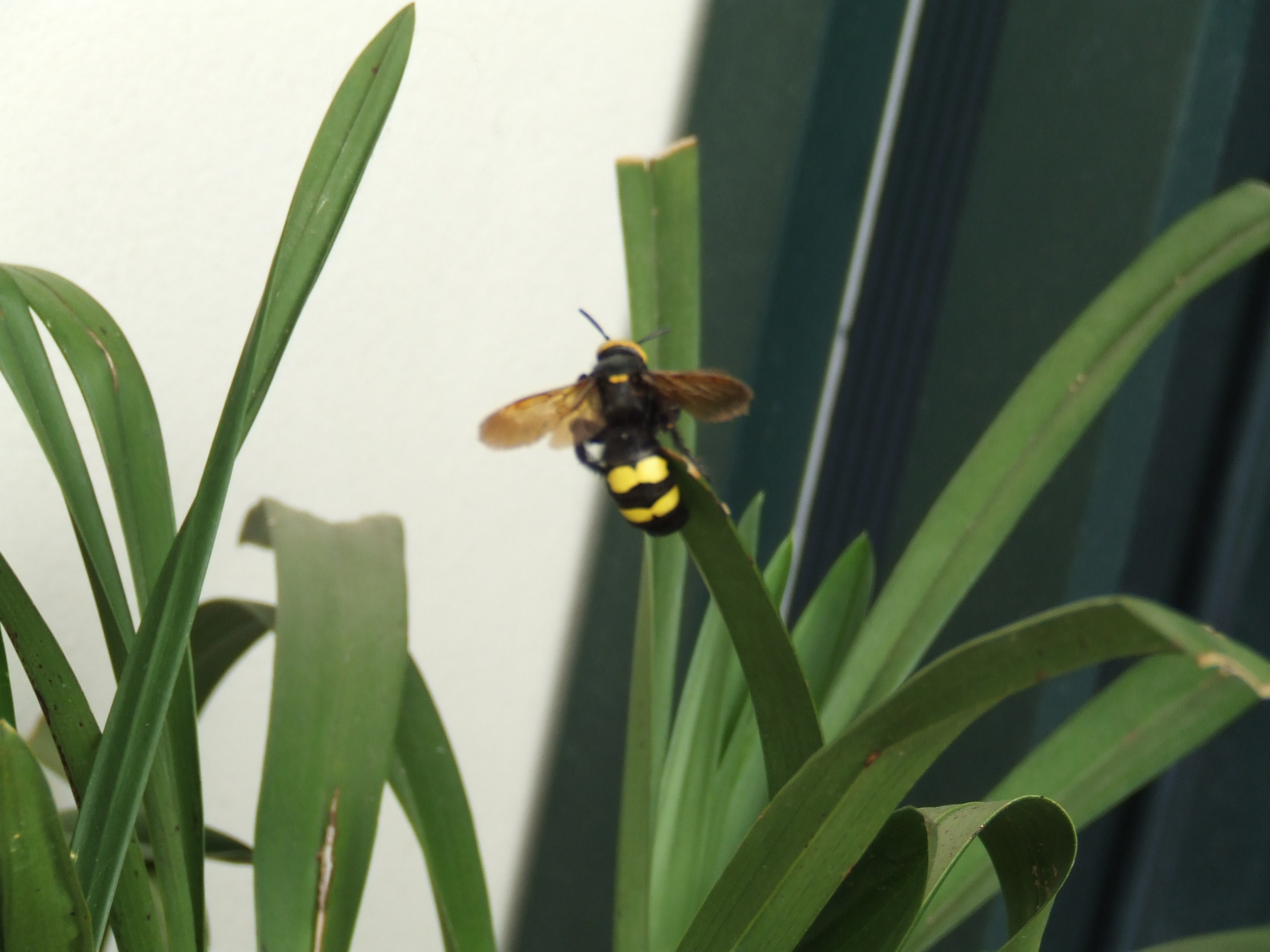
Vespa mamute